# Provincie Forlì-Cesena
Forlì-Cesena (Provincia di Forlì-Cesena) je provincie v oblasti Emilia-Romagna. Sousedí na severu s provincií Ravenna, na východě s Jaderským mořem a provincií Rimini, na jihu s provincií Pesaro e Urbino a na jihozápadě s provinciemi Arezzo a Firenze.
Do roku 1992, kdy se odtrhla provincie Rimini, se provincie nazývala Forlì.

## Okolní provincie
| Růžice kompasu |         | Ravenna                |                 | Růžice kompasu |
| Růžice kompasu | Firenze | Sever                  | Rimini          | Růžice kompasu |
| Růžice kompasu | Firenze | Provincie Forlì-Cesena | Rimini          | Růžice kompasu |
| Růžice kompasu | Firenze | Jih                    | Rimini          | Růžice kompasu |
| Růžice kompasu | Arezzo  |                        | Pesaro e Urbino | Růžice kompasu |